# Paul-Henri de Le Rue
Paul-Henri Philippe Emmanuel de Le Rue (Lannemezan, 17 de abril de 1984) es un deportista francés que compitió en snowboard, especialista en las pruebas de campo a través. Su hermano Xavier compitió en el mismo deporte.
Participó en tres Juegos Olímpicos de Invierno, en la prueba de campo a través, obteniendo una medalla de bronce en Turín 2006, el cuarto lugar en Sochi 2014 y el 25.º en Vancouver 2010.

## Medallero internacional
| Juegos Olímpicos | Juegos Olímpicos | Juegos Olímpicos  | Juegos Olímpicos |
| Año              | Lugar            | Medalla           | Prueba           |
| ---------------- | ---------------- | ----------------- | ---------------- |
| 2006             | Turín (Italia)   | Medalla de bronce | Campo a través   |